# 165 Loreley
Lorelei o 165 Loreley è un asteroide del sistema solare. Scoperto nel 1876, presenta un'orbita caratterizzata da un semiasse maggiore pari a 3,1254095 UA e da un'eccentricità di 0,0830427, inclinata di 11,23902° rispetto all'eclittica.
Il suo nome è dedicato a Lorelei, un'ondina del folklore germanico.